# Frontera entre la Xina i el Vietnam

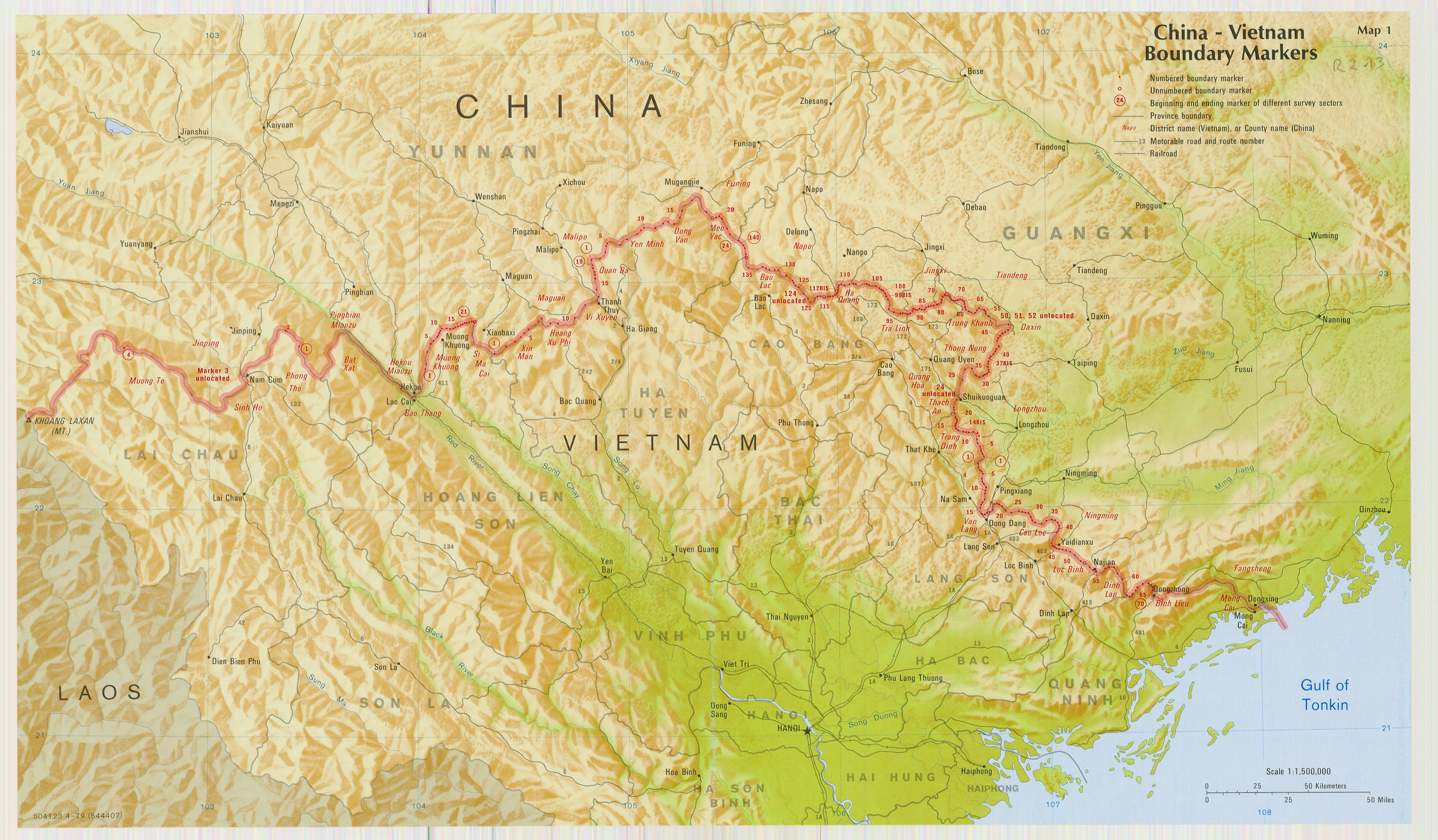
Mapa de la frontera sino-vietnamita

La frontera entre la Xina i Vietnam està formada per fronteres terrestres i marítimes. La frontera terrestre és d'uns 1.297 quilòmetres. Comença al mont Khoan La San, el trifini amb Laos, i va al golf de Tonquín, que neix a les zones predominantment muntanyoses habitades per minories ètniques. Mentre que la frontera terrestre és reconeguda pels tractats, els límits marítims continuen sense resoldre's. També hi ha una disputa sobre l'estatut de les illes Spratly i les illes Paracel.

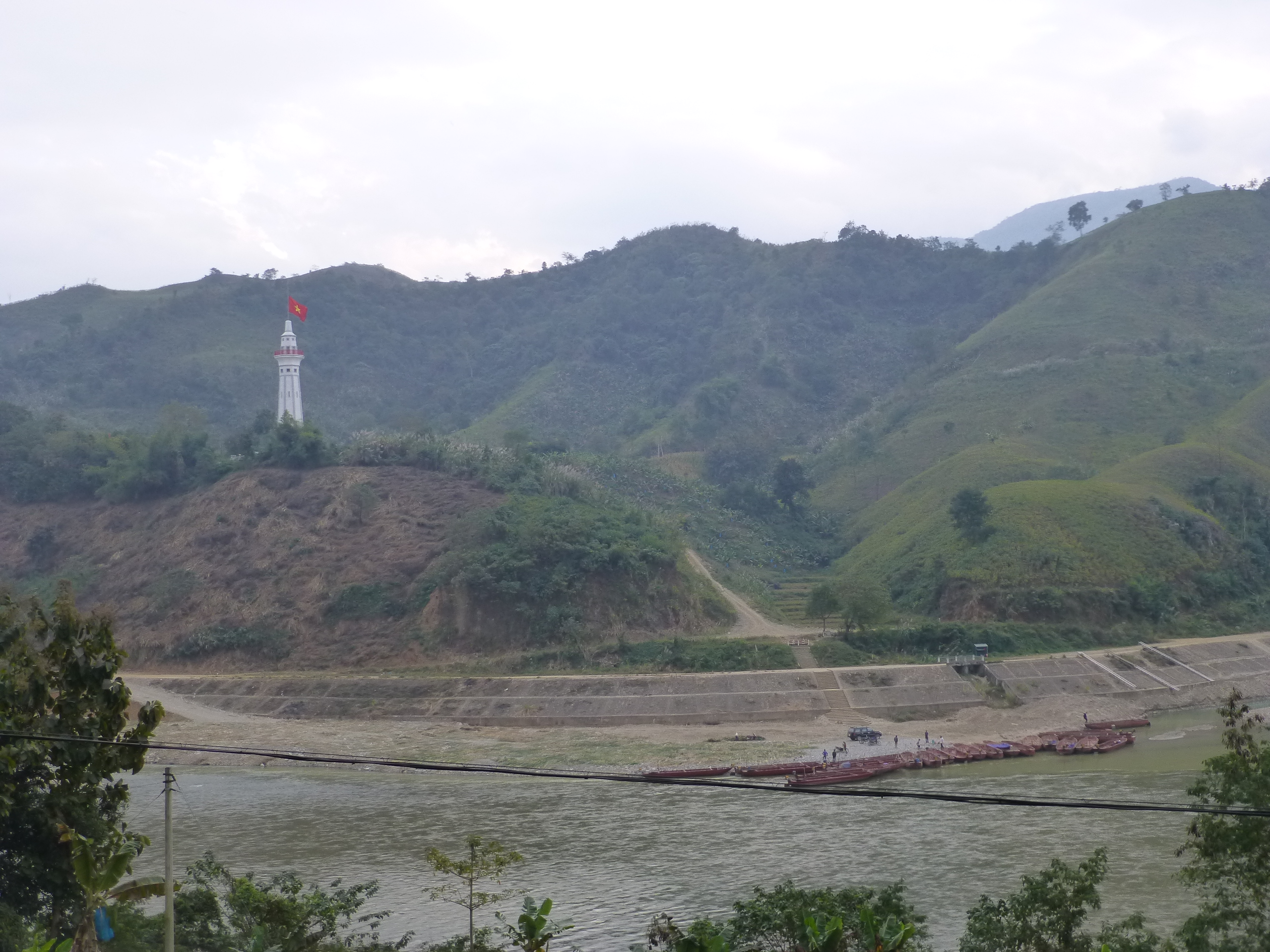
La confluència del riu Roig i el riu Longbao és el punt més septentrional de la secció fronterera del riu Roig

En diverses zones, la frontera terrestre entre els dos països passa pels rius. En particular, la frontera segueix el riu Roig en la seva secció des de la desembocadura del riu Longbao (prop del poble de Wudaokou al Comtat Autònom Yao de Hekou) a la desembocadura del riu Nanxi, entre el centre del comtat yao Hekou i Lào Cai. Els trams més baixos de Longbao i Nanxi també són els rius fronterers.
A la frontera hi ha diversos punts de pas per a la circulació de vehicles i vianants. Hi ha dos passos de ferrocarril: entre Hekou i Lào Cai (on el ferrocarril Kunming-Hai Phong travessa el riu Nanxi per un pont), i entre Pingxiang i Đồng Đăng (Pas de l'Amistat), on els trens de mida estàndard poden travessar la frontera a la línia Nanning-Hanoi.
A la dècada de 1990 i 2000, es va desenvolupar el comerç entre els dos països. La construcció d'una nova carretera entre Kunming i Hanoi es va anunciar el 2007, i ha de ser completada l'any 2012.

## Història del traçat
La primera definició de la frontera fou elaborada arran el Tractat de Tientsin (1885), després de la Guerra Sinofrancesa. Actualment el traçat és essencialment definit per un tractat signat el 30 de desembre de 1999 que va entrar en vigor el 6 de juliol de 2000. Es prenen novament els principis dels acords signats entre França i Xina en 1887 i 1895. S'hi van erigir alguns marcadors fronterers el 2001. El trifini Laos-Xina-Vietnam al cim del mont Khoan La San (xinès: Shiceng Dashan) fou marcat per un molló el 2005 i reconegut per un tractat el 2006.

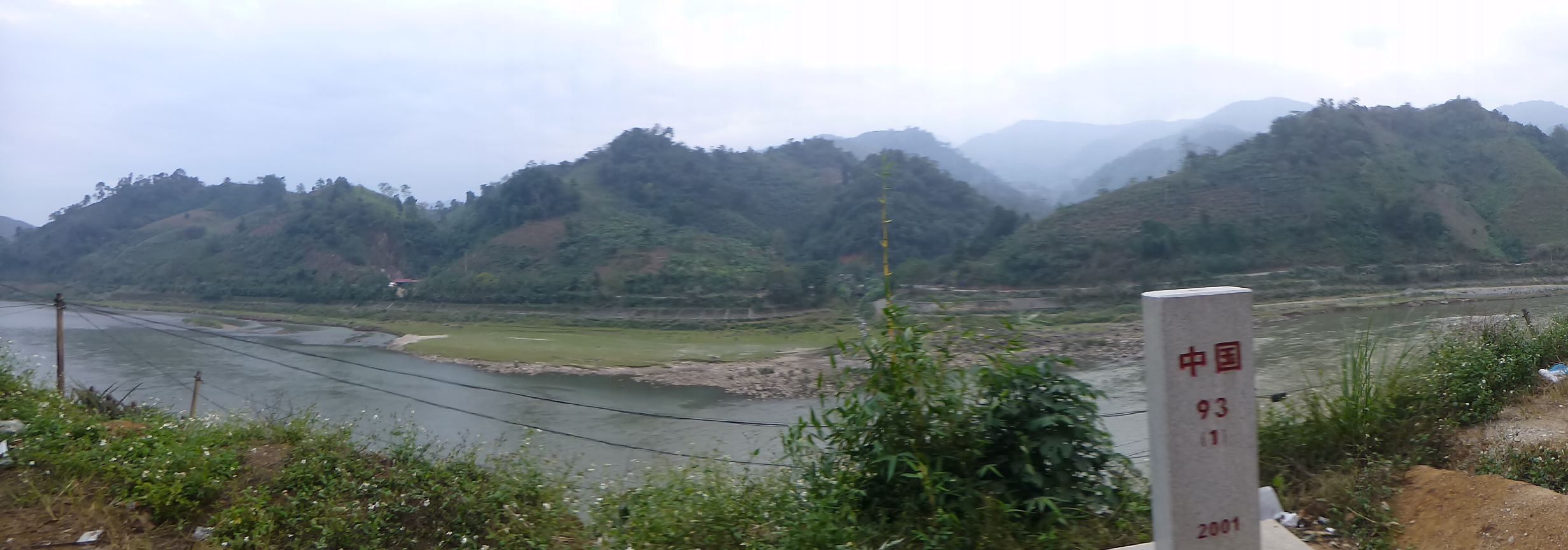
El riu Roig formant la frontera internacional, entre Wudaokou i Hekou

En en aquestes zones força boscoses i muntanyoses, d'accés difícil, després de la millora de les relacions entre Pequín i Hanoi, la Xina, va organitzar quatre campanyes de desminatge però també per desencebar municions sense explotar com per exemple bombes de napalm de conflictes anteriors. La primera va tenir lloc des de 1992 fins a 1994, la segona des de 1997 fins a 1999, durant la qual es van neutralitzar 66.500 mines antipersona en una àrea de cent-vingt quilòmetres quadrats des de febrer de 1999, la tercera del mes d'agost de 2015 fins a final de 2016 va involucrar tres equips de 45 oficials i soldats per netejar 36,8 km².
Un quart cicle de desminatge va començar el 27 de novembre de 2017 i durarà aproximadament un any. Es van netejar a final de 2018 més de 38 quilòmetres quadrats de camps de mines, d'ells 20,5 km² a 53 llocs prop de la frontera de Guangxi.